# Phil Esposito
Philip Anthony „Phil“ Esposito, OC (* 20. Februar 1942 in Sault Ste. Marie, Ontario) ist ein ehemaliger italo-kanadischer Eishockeyspieler, -trainer und -funktionär, der im Verlauf seiner aktiven Karriere zwischen 1963 und 1981 unter anderem 1412 Spiele für die Chicago Black Hawks, Boston Bruins und New York Rangers in der National Hockey League auf der Position des Centers bestritten hat. Esposito gehört zu den erfolgreichsten Spielern der 1970er-Jahre und als einer der besten Spieler der NHL überhaupt. Im Verlauf seiner 18 Spielzeiten in der NHL gewann er in den Jahren 1970 und 1972 in Diensten der Boston Bruins den Stanley Cup. Darüber hinaus erhielt er zahlreiche Auszeichnungen, die mit der Aufnahme in die Hockey Hall of Fame im Jahr 1984 ihren Höhepunkt fanden. Nach seinem Karriereende fungierte Esposito als General Manager der New York Rangers, die er in zwei kurzzeitigen Amtszeiten auch trainierte, und der Tampa Bay Lightning. Sein jüngerer Bruder Tony (1943–2021) war professioneller Eishockeytorwart.

## Karriere

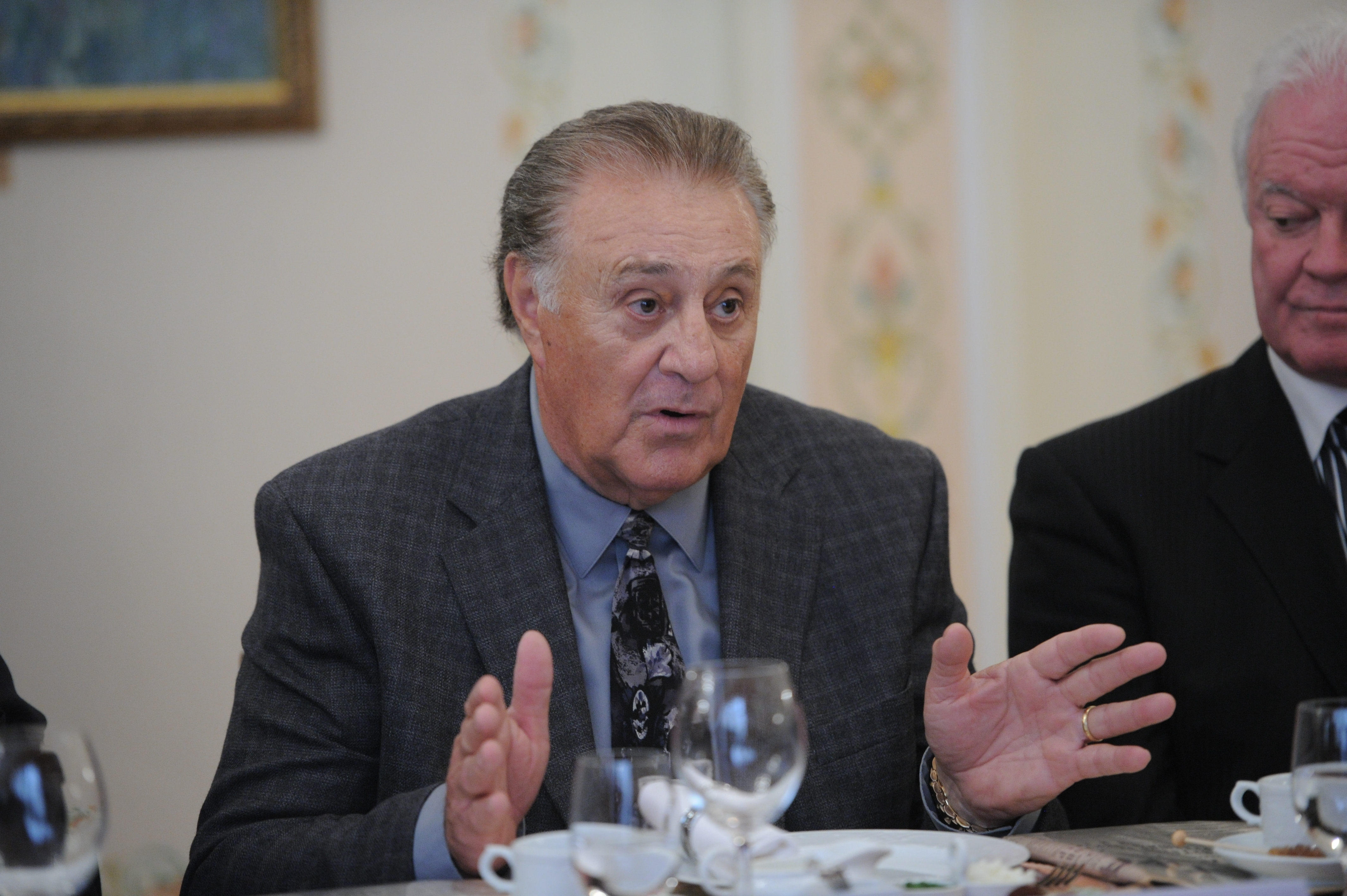
Esposito im Jahr 2012

Esposito spielte während seiner Juniorenzeit bei den St. Catharines Teepees in der Ontario Hockey Association gemeinsam mit Roger Crozier. Nach seiner Zeit als Junior tat er sich schwer den Sprung in die NHL zu schaffen. Er spielte in der Eastern Professional Hockey League, vor allem für die St. Louis Braves und wechselte mit dem Team in die Central Professional Hockey League.
Nach starken Leistungen mit 80 Punkten in den ersten 43 Spielen, holten ihn die Chicago Blackhawks im Laufe der Saison 1963/64 in die NHL. Dort konnte er jedoch nicht auf Anhieb an seine bisherigen Leistungen anknüpfen. Auch wenn er in  einer Reihe mit Bobby Hull spielte, fehlte ihm das Vertrauen seines Trainers Billy Reay. Nach vier akzeptablen Jahren in Chicago wurde er an die Boston Bruins abgegeben.
In Boston schaffte er ab der Saison 1967/68 den Durchbruch zu einem der großen Stars der NHL. Nach 86 Punkten in seinem ersten Jahr schaffte er es im Jahr darauf, als erster Spieler mit 126 Punkten die 100-Punkte-Marke zu erreichen. Gemeinsam mit seinem Teamkameraden Bobby Orr dominierte er die Liga. In der Saison 1969/70 führte er die Bruins nach 29 Jahren wieder zu einem Stanley-Cup-Sieg. Diesen Erfolg wiederholte er in der Saison 1971/72.
Während der Saison 1975/76 wurde er an die New York Rangers verkauft. Dort spielte er bis 1981. Aber an die Erfolge in Boston konnte er nicht mehr anknüpfen.
Von 1986 bis 1998 war er General Manager der New York Rangers. In dieser Zeit half er zweimal auch als Trainer aus. 1992 übernahm er als erster General Manager das neugegründete Franchise der Tampa Bay Lightning.

## Erfolge und Auszeichnungen
| - 1968 NHL Second All-Star Team - 1969 Teilnahme am NHL All-Star Game - 1969 Art Ross Trophy - 1969 Hart Memorial Trophy - 1969 NHL First All-Star Team - 1970 Teilnahme am NHL All-Star Game - 1970 Stanley-Cup-Gewinn mit den Boston Bruins - 1970 NHL First All-Star Team - 1971 Teilnahme am NHL All-Star Game - 1971 Art Ross Trophy - 1971 Lester B. Pearson Award - 1971 NHL First All-Star Team - 1972 Teilnahme am NHL All-Star Game - 1972 Art Ross Trophy - 1972 Stanley-Cup-Gewinn mit den Boston Bruins - 1972 NHL First All-Star Team - 1972 Lou Marsh Trophy | - 1972 Order of Canada - 1973 Teilnahme am NHL All-Star Game - 1973 Art Ross Trophy - 1973 NHL First All-Star Team - 1974 Teilnahme am NHL All-Star Game - 1974 Art Ross Trophy - 1974 Hart Memorial Trophy - 1974 Lester B. Pearson Award - 1974 NHL First All-Star Team - 1975 Teilnahme am NHL All-Star Game - 1975 NHL Second All-Star Team - 1977 Teilnahme am NHL All-Star Game - 1978 Teilnahme am NHL All-Star Game - 1978 Lester Patrick Trophy - 1980 Teilnahme am NHL All-Star Game - 1984 Aufnahme in die Hockey Hall of Fame |

### International
- 1976 Goldmedaille beim Canada Cup

## Rekorde
- 550 Torschüsse in einer Saison (78 Spiele; 1970/71)
- 3 Überzahl-Tore in einem Playoff-Spiel (2. April 1969; Bruins – Maple Leafs 10:0; gemeinsam mit neun weiteren Spielern)
- 76 Tore in einer Saison für die Boston Bruins (1970/71)
- 152 Punkte in einer Saison für die Boston Bruins (76 Tore und 76 Vorlagen; 1970/71)
- 7 Punkte in einem Spiel für die Boston Bruins (19. Dezember 1974; gemeinsam mit drei weiteren Spielern)

## Karrierestatistik

### International
Vertrat Kanada bei:
- Summit Series 1972
- Canada Cup 1976
- Weltmeisterschaft 1977

(Legende zur Spielerstatistik: Sp oder GP = absolvierte Spiele; T oder G = erzielte Tore; V oder A = erzielte Assists; Pkt oder Pts = erzielte Scorerpunkte; SM oder PIM = erhaltene Strafminuten; +/− = Plus/Minus-Bilanz; PP = erzielte Überzahltore; SH = erzielte Unterzahltore; GW = erzielte Siegtore; 1 Play-downs/Relegation; Kursiv: Statistik nicht vollständig)

### NHL-Trainerstatistik
(Legende zur Trainerstatistik: Sp oder GC = Spiele insgesamt; W oder S = erzielte Siege; L oder N = erzielte Niederlagen; T oder U = erzielte Unentschieden; OTL oder OTN = erzielte Niederlagen nach Overtime oder Shootout; Pts oder Pkt = erzielte Punkte; Pts% oder Pkt% = Punktquote; Win% = Siegquote; Resultat = erreichte Runde in den Play-offs)